# Piezodorini
Tribu
Les Piezodorini sont une tribu d'insectes du sous-ordre des hétéroptères (punaises).

## Liste des genres
Selon BioLib (28 novembre 2021) :
- Anaximenes Stål, 1876
- Chaubattiana Distant, 1912
- Pausias Jakovlev, 1905
- Piezodorus Fieber, 1860

## Genre et espèces rencontrés en Europe
Selon Fauna Europaea (28 novembre 2021) :
- un seul genre Piezodorus et trois espèces dans cette tribu peuvent se rencontrer en Europe :
  - Piezodorus lituratus (Fabricius 1794)
  - Piezodorus punctipes Puton 1889
  - Piezodorus teretipes (Stål 1865)